# El agente topo
El agente topo es un documental chileno de 2020, dirigido por Maite Alberdi. Fue estrenado el 25 de enero de 2020 en el Festival de Cine de Sundance. Obtuvo una nominación al Óscar al mejor largometraje documental 2021, siendo la única película latinoamericana nominada ese año y la primera de una realizadora chilena.
Tras adjudicarse fondos del Consejo Nacional de Televisión, el Ministerio de las Culturas, las Artes y el Patrimonio y CORFO, el documental completó su financiamiento con las cadenas IPBS de Estados Unidos y SWR de Alemania, el IDFA Bertha Fund de los Países Bajos, además de los coproductores españoles.
La película fue seleccionada por la Academia de Cine de Chile como candidata a los premios Goya a la mejor película iberoamericana y Óscar a la mejor película internacional. Fue nominada al Goya a la mejor película iberoamericana, a los Premios Independent Spirit al mejor documental y al Óscar al mejor largometraje documental. También formó parte de las quince cintas preseleccionadas para el Óscar en la categoría de mejor película internacional, aunque no quedó entre las cinco nominadas. Se hizo acreedora al Premio Ariel como la mejor película iberoamericana de dicho año y al Premio Platino como mejor película documental.

## Sinopsis
Rómulo Aitken es un detective que tiene una empresa de investigaciones privadas. Allí una clienta le encarga investigar la casa de reposo donde vive su madre, pensando que es maltratada. Rómulo decide entrenar a Sergio Chamy, de 83 años y que jamás ha trabajado como detective, para vivir tres meses como agente encubierto en el hogar. Ya infiltrado, le cuesta asumir su rol de topo y se transforma en un adulto mayor más al interior de la casa de reposo.

## Reparto
- Sergio Chamy[15]
- Rómulo Aitken
- Marta Olivares
- Berta Ureta
- Zoila González
- Petronila Abarca
- Rubira Olivares[16]

## Producción
«Este documental se podía construir con planos y contraplanos y muchos diferentes encuadres como una ficción», dice su directora.
Los personajes son los residentes del hogar San Francisco (El Monte, Región Metropolitana de Santiago), y la película se adaptó a ellos, más que ellos al proyecto. Por ejemplo, la película incorporó la muerte de Petita, que ocurrió durante el rodaje. El aprendizaje de WhatsApp por parte del «agente encubierto» es lo que ocurrió. En cuanto a los residentes, el espectador se pregunta a menudo lo que es espontáneo y lo que se les exigió a efectos del guion.
La exigencia de mezclar aspectos documentales y ficticios implicó la realización de un gran número de planos, y el rodaje de escenas duró hasta seis horas. Las escenas se montaron por la noche en determinados espacios, como el comedor, que el equipo de filmación no podía utilizar durante el día.

## Recepción
El agente topo recibió una excelente respuesta tanto en Chile como en otros países. Su calificación en Rotten Tomatoes es de 94 %, en Metacritic de 69/100 y en FilmAffinity de 7,4/10.
Las críticas son casi unánimes:
Según El Cultural:

... un documental que adopta la forma de una película de espías para ir transformándose, siendo fiel a las premisas del género que fagocita, en una lectura sobre la soledad de nuestros mayores. Una obra humilde, delicada y, en su primera mitad, muy divertida.

Según IndieWire:

El agente topo es ya una de las películas de espías más enternecedoras de todos los tiempos, una rara combinación de géneros que solo funciona tan bien porque te coge por sorpresa.

Según The New York Times:

La combinación de las formas dramática y documental es desconcertante. Si no se acepta sin reserva su método, esta crónica puede parecer una flagrante invasión de la privacidad. Pero la gente de la película es conmovedora, y el resultado es compasivo, humano y digno de atención.

## Premios y nominaciones
| Premio                            | Categoría                             | Nominados      | Resultado | Ref.   |
| --------------------------------- | ------------------------------------- | -------------- | --------- | ------ |
| Premios Óscar                     | Mejor largometraje documental         | El agente topo | Nominada  | [ 9 ]  |
| Festival de Cine de San Sebastián | Mejor película europea                | El agente topo | Ganadora  | [ 25 ] |
| Premios Goya                      | Mejor película iberoamericana         | El agente topo | Nominada  | [ 26 ] |
| Premios Independent Spirit        | Mejor documental                      | El agente topo | Nominada  | [ 8 ]  |
| National Board of Review          | Mejores películas extranjeras del año | El agente topo | Nominada  | [ 16 ] |
| Premios Forqué                    | Mejor película latinoamericana        | El agente topo | Nominada  | [ 16 ] |
| Festival Abycine                  | Abycine Indie: Premio Jurado Joven    | El agente topo | Ganadora  | [ 16 ] |
| Premio Ariel                      | Mejor película iberoamericana         | El agente topo | Ganadora  | [ 12 ] |
| Premios Platino                   | Mejor película documental             | El agente topo | Ganadora  | [ 13 ] |
| Premios Platino                   | Cine y educación en valores           | El agente topo | Ganadora  | [ 13 ] |

## Adaptación televisiva
En marzo de 2023, se anunció que Netflix había ordenado una adaptación en serie de televisión de la película con el productor ejecutivo Michael Schur y protagonizada por Ted Danson.